# تينا لوند
تينا لوند (بالدنماركية: Tina Lund)‏ هي لاعبة فروسية استعراضية ‏ دنماركية، ولدت في 14 يناير 1981 في دالاس في الولايات المتحدة.